# Stinking Bishop
El Stinking Bishop (en inglés literalmente ‘obispo apestoso’) es un queso blando de corteza lavada producido desde 1972 por Charles Martell and Son en Laurel Farm, Dymock, Gloucestershire (suroeste de Inglaterra). Se hace con leche de vaca Gloucester, que en 1972 contaba con solo 68 hembras reproductoras. La cabaña ha sido desde entonces revivida para hacer posible la producción del queso, aunque a menudo se combina y pasteuriza con la leche de vaca frisona de un condado cercano. Su contenido en grasa es el 48%.
El color oscila de blanco amarillento a beige, con una corteza de naranja a gris. Se elabora en ruedas de 2 kg de peso, 20 cm de diámetro y 4 cm de grosor. Aunque solo se producen unas 20 toneladas al año.
El fuerte olor del Stinking Bishop, que se dice parecido al de los calcetines sucios y las toallas húmedas, mantiene su popularidad en el Reino Unido y fuera. Este peculiar olor proviene del proceso de lavado del queso durante su maduración: se sumerge en perada hecha de la pera Stingking Bishop local (de la que el queso toma su nombre) cada cuatro semanas hasta que madura. Se dice que el proceso está relacionado con el que efectuaban los monjes cistercienses locales que llevan mucho tiempo produciendo quesos de corteza lavada. Como con el queso francés Époisses de Bourgogne, el olor del Stinking Bishop se considera desagradable a menudo.
Para incrementar el contenido húmedo y avivar la actividad bacterial, no se añade sal al queso hasta que se retira de su molde. En éste se forman burbujas de aire, dando al queso resultante un aspecto parecido al del Emmental cuando se corta.